# Eumenes niger
Eumenes niger är en stekelart som beskrevs av Brulle. Eumenes niger ingår i släktet krukmakargetingar, och familjen Eumenidae. Utöver nominatformen finns också underarten E. n. dimidiativentris.